# Kostel svatého Ondřeje (Hodslavice)
Kostel svatého Ondřeje je sakrální stavba v Hodslavicích na severní Moravě na pomezí Moravskoslezského a Zlínského kraje. Kostel je dřevěný, postavený roku 1451 v gotickém slohu. Během 17. a 18. století k němu přibyla empírová přístavba. Edikulový oltář byl vytvořen na přelomu 16. a 17. století. V kostele se též nachází kopie Hodslavické madony, jejíž originál – vytvořený během 15. století – je ovšem uložen jinde. Objekt je nejstarším kostelem na území Moravskoslezského kraje.
Objekt je chráněn coby kulturní památka České republiky.

## Historie
První sakrální stavba v obci byla postavena ve 14. století z daru vrchnostenskou nadací. Farnost byla zřízena kolem roku 1383. Podle údajů v olomoucké kapitule je zpráva z roku 1419, v níž je zmíněn hodslavský farář Mikš.

## Stará vyobrazení kostela

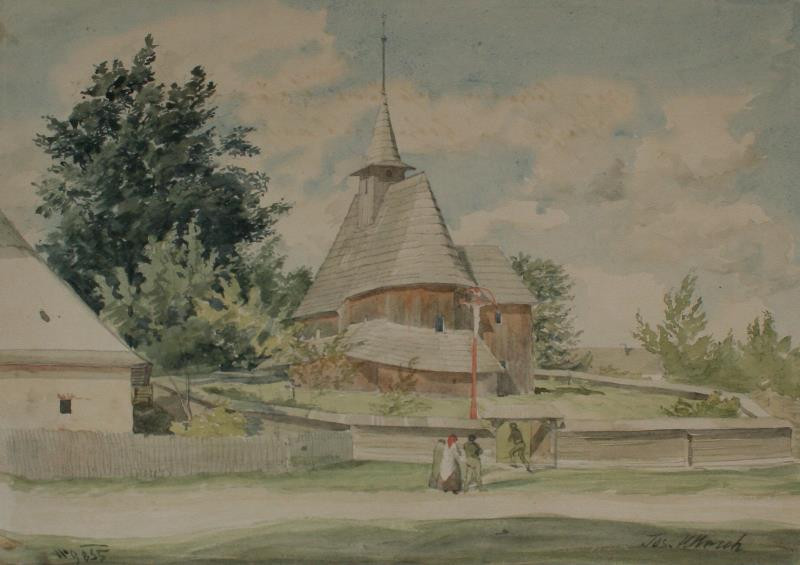
Malba Josefa Ulricha z roku 1835
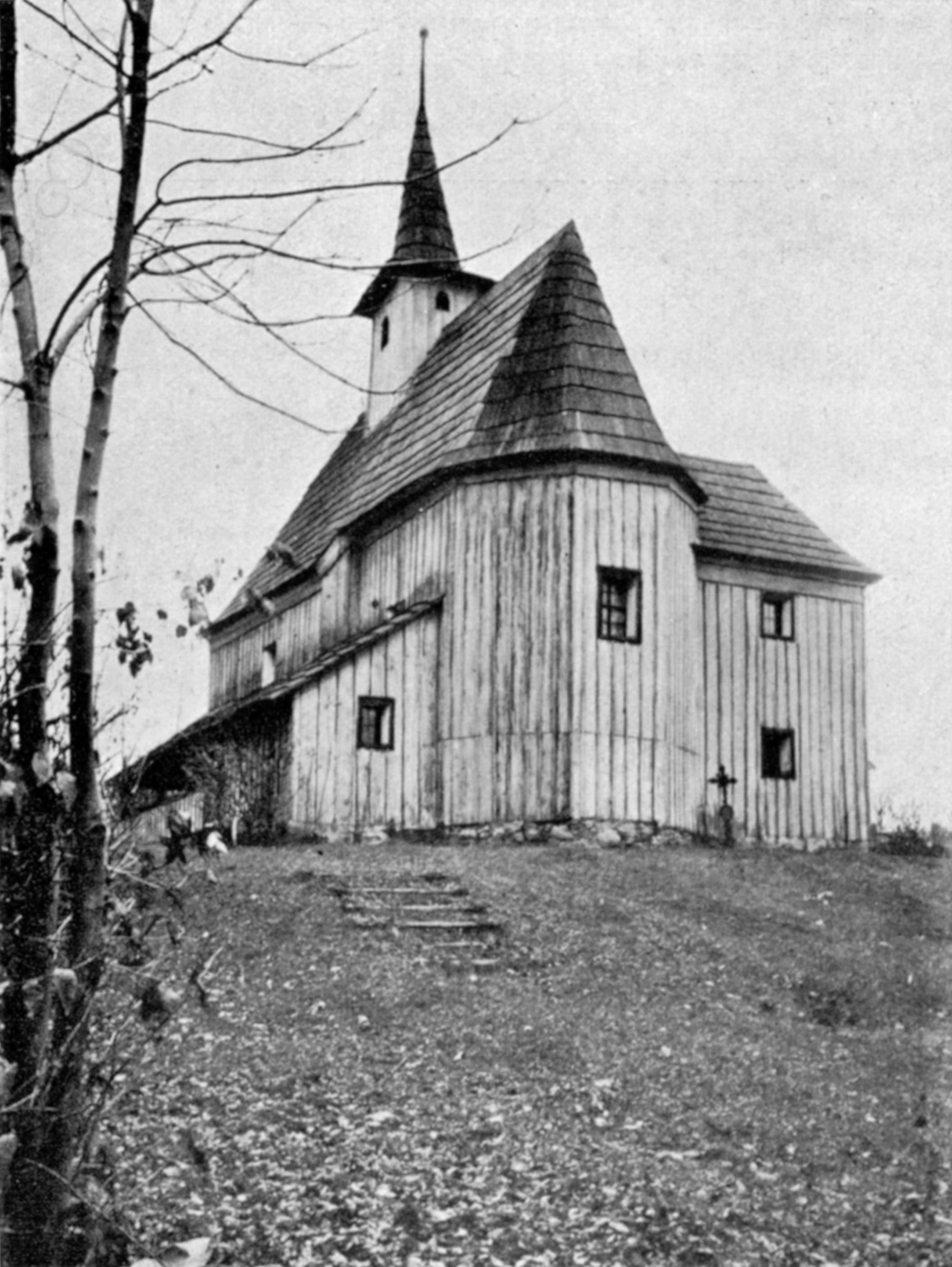
Kostel svatého Ondřeje v Hodslavicích v roce 1919.
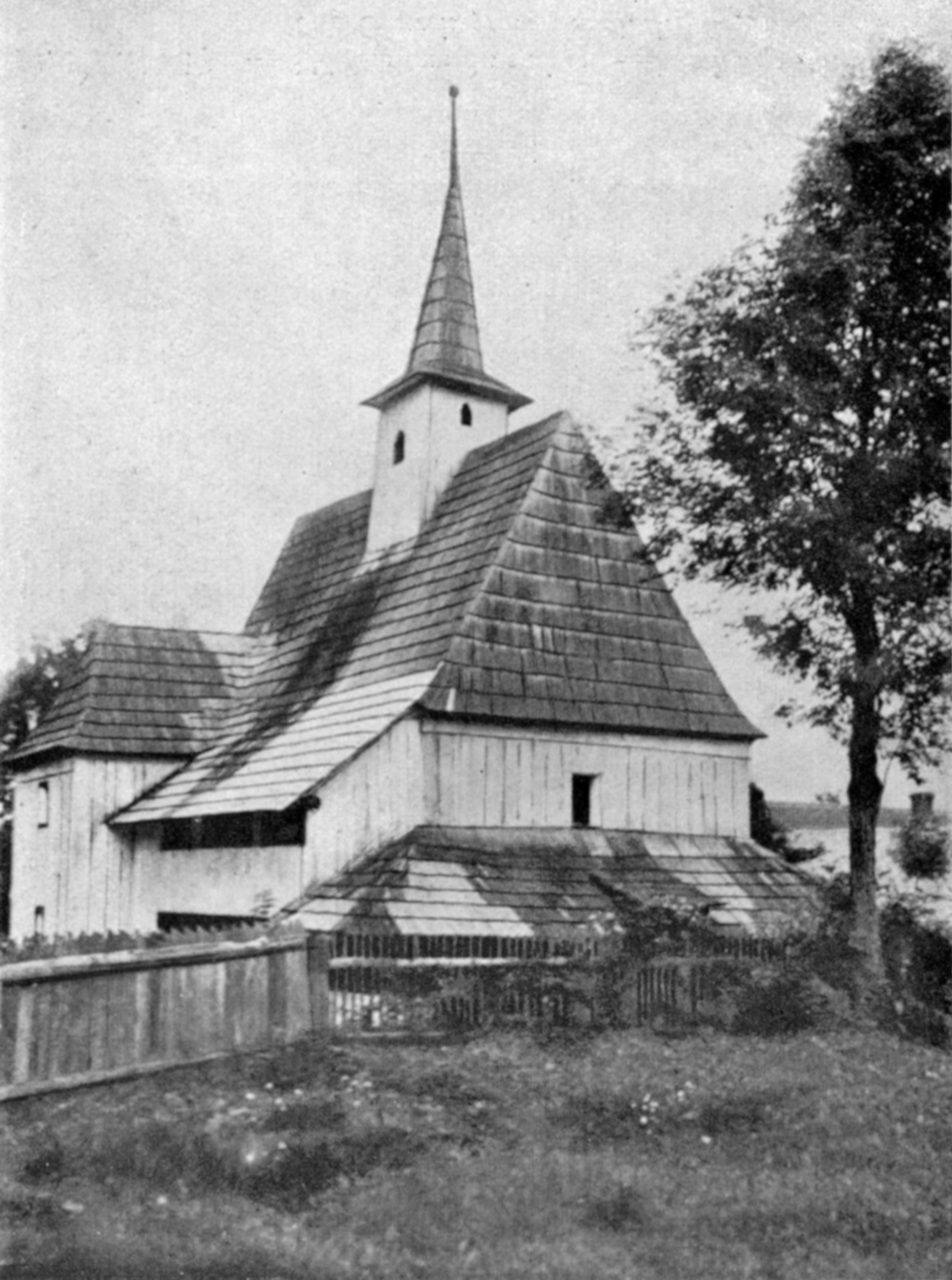
Kostel svatého Ondřeje v Hodslavicích v roce 1919.
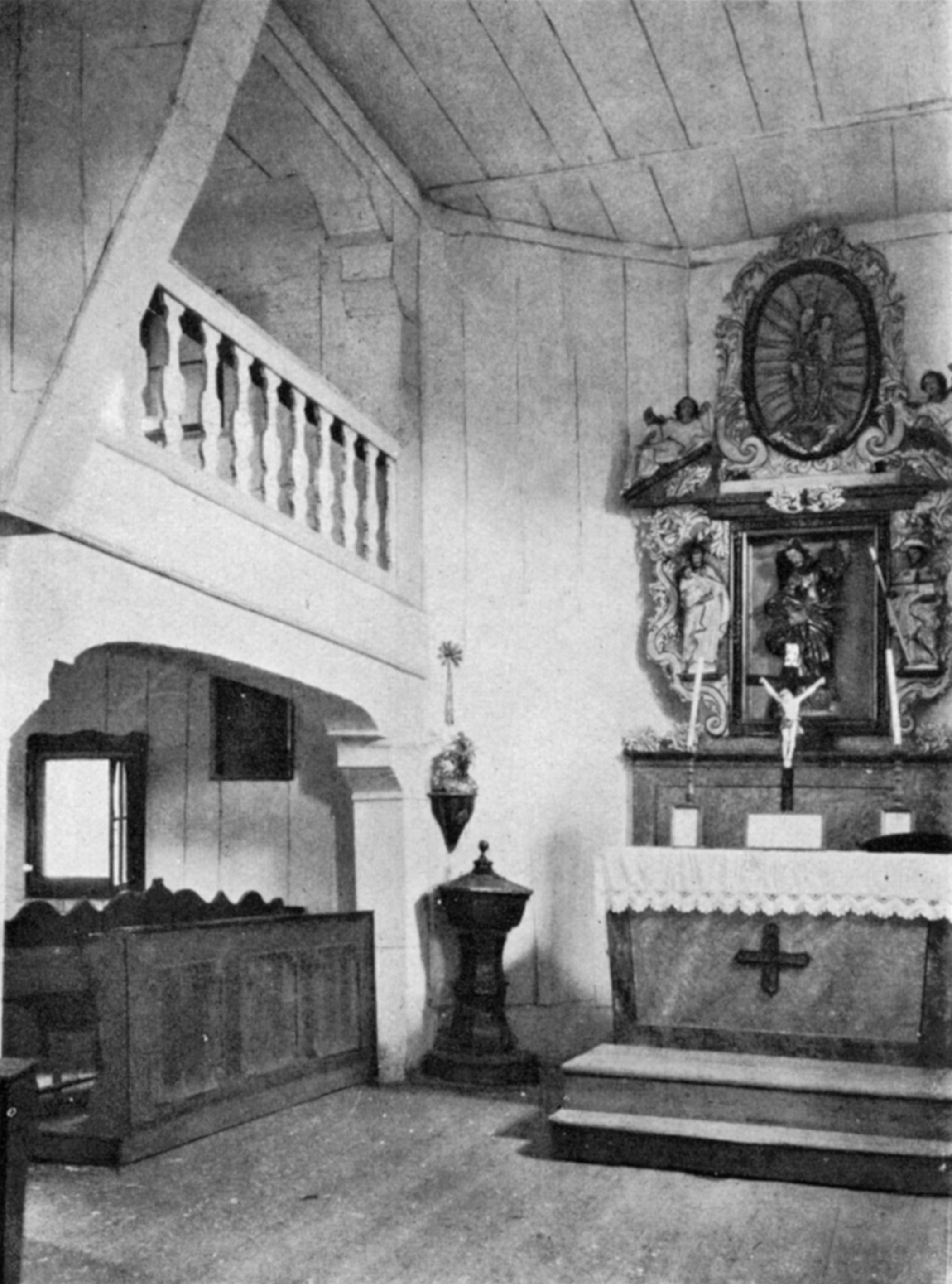
Interiér kostela v roce 1919.